# Mitsubishi Ki-46
Le Mitsubishi Ki-46 (code allié Dinah) est un avion de reconnaissance utilisé par l'armée de terre impériale japonaise durant la Seconde Guerre mondiale. Sa vitesse élevée pousse l'armée à le transformer en chasseur de nuit, mais sans réel succès. Une version turbocompressée est conçue mais jamais produite.

## Histoire

### Le Ki-46-I
Le projet du Ki-46 démarre en décembre 1937 à la suite d'une demande de l'Armée concernant un avion de reconnaissance rapide. Le prototype est prêt en novembre 1939 mais la puissance des moteurs Mitsubishi Ha-26-I de 900 ch ne permet pas d'atteindre la vitesse requise. Malgré tout, ses performances sont supérieures à celles du Nakajima Ki-43 Hayabusa qui vient d'entrer en service et à celle de son rival le Mitsubishi A6M2 'Zéro' de la Marine.
L'appareil est mis en production sous le nom d'avion de reconnaissance de l'armée de type 100 modèle 1 : 一〇〇式司令部偵察機. Soit Ki-46-I ou キ46-I.

### Le Ki-46-II
Pendant le développement de la version -I, Mitsubishi essaya une version plus puissante du Ha-26-I qui était équipée d'un compresseur à deux vitesses. Ce nouveau moteur nommé Ha-102 fournissait 1 080 ch au décollage et 1 050 à 2 800 m. La vitesse maximum de 604 km/h fut atteinte.
Cette greffe était un succès sur le plan des performances, mais d'importants problèmes de vapor-lock et de fragilité des trains apparurent. Le passage à une essence à indice d'octane plus élevé (92 au lieu de 87) ainsi que le déplacement des circuits de carburant permirent de résoudre le problème. Mais, bien que renforcé, le train d'atterrissage demeura faible toute la vie opérationnelle du Ki-46.
Le Ki-46-II fut mis en service en juillet 1941. Le succès de cette version quasi-immune de toute interception par les chasseurs adverses fit que la Marine acheta l'avion. Elle l'utilisa au-dessus de l'Australie au départ du Timor.

### Le Ki-46-III

#### Ki-46-III KAI
Alors que les Alliés commençaient à réussir des interceptions sur les Ki-46-II grâce au guidage radar et à des chasseurs rapides (P-38F, Spitfire MkV), Mitsubishi améliora son avion. Une nouvelle version du moteur Ha-102 à injection directe délivrant 1 500 ch apparut. Elle prit la désignation de Ha-112-II. Ce moteur était connu sous le nom de Kinsei 62 dans la marine et sa désignation inter-armes à la fin de la guerre était [Ha-33]62.
Le nouvel avion avait une allure 'monospace' car le pare-brise jusqu'alors séparé du nez était arrondi en forme d'œuf. Quelques modifications visant à renforcer la cellule et les trains furent appliquées.
Le Ki-46-III atteignait 630 km/h.

#### Ki-46-III KAIa et b
Comme l'avion était très rapide, une version de chasse fut développée en ajoutant deux canons Ho-5 de 20 mm dans le nez et un énorme canon Ho-203 de 37 mm obliquement entre le pilote et l'observateur, à la place du réservoir principal. Il fut baptisé Ki-46-III KAI ('kai' étant le diminutif de 'kaizo' : 改, qui signifie 'modifié'). Ce fut un échec, car la vitesse ascensionnelle était insuffisante.
Une version Ki-46-III KAIb ('b' pour 'otsu' : 乙) d'assaut au sol fut développée en petit nombre sans canon dorsal.
Une version -III KAIc également destinée à l'assaut terrestre était également prévue mais ne fut pas produite.

## Dans les musées
En comptant toutes les versions, 1 742 Ki-46 furent fabriqués. Un seul exemplaire, un Ki-46-III, est préservé dans le monde. Il se trouve en Angleterre au musée de la RAF de Cosford.

## Variantes
- Prototypes :
- Ki-46-I : Moteurs Ha-26-I de 900 ch à 3 600 m
- Ki-46-II : Moteurs Ha-102 de 1 080 ch
- Ki-46-II KAI : Avion d'entraînement à la navigation
- Ki-46-III : Moteurs Ha-112-II de 1 500 ch
- Ki-46-III KAI : Intercepteur, deux canons Ho-5 de 20 mm dans le nez et un oblique Ho-203 de 37 mm dorsal
- Ki-46-III KAIb/c : Appareil d'assaut terrestre, deux canons Ho-5 dans le nez
- Ki-46-IV : Moteurs Ha-112-II ru à turbocompresseur
- Ki-45-IVb : Projet d'avion d'assaut équipé de deux canons Ho-5 dans le nez